# Distretto di Hollabrunn
Hollabrunn è un distretto amministrativo austriaco dello stato della Bassa Austria.

## Geografia antropica
Il distretto è suddiviso in 24 comuni, di cui 6 con status di città e 15 con diritto di mercato. Ogni comune ha scritto sotto i propri comuni catastali (Katastralgemeinden), corrispettivi grossomodo alle frazioni.

### Città
- Hardegg
  - Felling, Hardegg, Heufurth, Mallersbach, Merkersdorf, Niederfladnitz, Pleißing, Riegersburg, Waschbach
- Hollabrunn
  - Altenmarkt im Thale, Aspersdorf, Breitenwaida, Dietersdorf, Eggendorf im Thale, Enzersdorf im Thale, Groß Hollabrunn, Kleedorf, Kleinkadolz, Kleinstelzendorf, Kleinstetteldorf, Magersdorf, Mariathal, Oberfellabrunn, Puch, Raschala, Sonnberg, Suttenbrunn, Weyerburg, Wieselsfeld, Wolfsbrunn
- Maissau
- Pulkau
  - Groß-Reipersdorf, Leodagger, Passendorf, Pulkau, Rafing, Rohrendorf an der Pulkau, Dopinghofen
- Retz
  - Hofern, Kleinhöflein, Kleinriedenthal, Obernalb, Retz, Unternalb
- Schrattenthal
  - Obermarkersdorf, Schrattenthal, Waitzendorf

### Comuni mercato
- Göllersdorf
  - Bergau, Eitzersthal, Furth, Göllersdorf, Großstelzendorf, Obergrub, Oberparschenbrunn, Porrau, Schönborn, Untergrub, Viendorf, Wischathal
- Grabern
  - Mittergrabern, Obergrabern, Ober-Steinabrunn, Schöngrabern, Windpassing
- Guntersdorf
  - Großnondorf, Guntersdorf
- Hadres
  - Hadres, Obritz, Untermarkersdorf
- Haugsdorf
  - Auggenthal, Haugsdorf, Jetzelsdorf, Kleinhaugsdorf
- Hohenwarth-Mühlbach am Manhartsberg
  - Bösendürnbach, Ebersbrunn, Hohenwarth, Mühlbach am Manhartsberg, Olbersdorf, Ronthal, Zemling
- Mailberg
  - Mailberg, Eggendorf am Walde, Grübern, Gumping, Klein-Burgstall, Limberg, Maissau, Oberdürnbach, Reikersdorf, Unterdürnbach, Wilhelmsdorf
- Nappersdorf-Kammersdorf
  - Dürnleis, Haslach, Kammersdorf, Kleinsierndorf, Kleinweikersdorf, Nappersdorf
- Pernersdorf
  - Karlsdorf, Peigarten, Pernersdorf, Pfaffendorf, Ragelsdorf
- Ravelsbach
  - Baierdorf, Gaindorf, Minichhofen, Oberravelsbach, Parisdorf, Pfaffstetten, Ravelsbach
- Seefeld-Kadolz
  - Großkadolz, Seefeld
- Sitzendorf an der Schmida
  - Braunsdorf, Frauendorf an der Schmida, Goggendorf, Kleinkirchberg, Niederschleinz, Pranhartsberg, Roseldorf, Sitzendorf an der Schmida, Sitzenhart
- Wullersdorf
  - Aschendorf, Grund, Hart, Hetzmannsdorf, Immendorf, Kalladorf, Maria Roggendorf, Oberstinkenbrunn, Schalladorf, Wullersdorf
- Zellerndorf
  - Deinzendorf, Dietmannsdorf, Pillersdorf, Platt, Watzelsdorf, Zellerndorf
- Ziersdorf
  - Dippersdorf, Fahndorf, Gettsdorf, Großmeiseldorf, Hollenstein, Kiblitz, Radlbrunn, Rohrbach, Ziersdorf

### Comuni
- Alberndorf im Pulkautal
- Heldenberg
  - Glaubendorf, Großwetzdorf, Kleinwetzdorf, Oberthern, Unterthern
- Retzbach
  - Mitterretzbach, Oberretzbach, Unterretzbach